# لیگ حرفه‌ای فوتبال عمان
لیگ حرفه‌ای فوتبال عمان (عربی: دوري المحترفين عمان) معتبرترین لیگ فوتبال در کشور عمان می‌باشد که از سال ۱۹۷۶ میلادی تاکنون در این کشور برگزار می‌شود. ۱۴ باشگاه در این مسابقات حضور دارند.
باشگاه ظفار با کسب ۱۲ مقام قهرمانی، پرافتخارترین تیم این مسابقات به‌شمار می‌آید.